# アンドレア・トファネッリ
アンドレア・トファネッリ（イタリア語: Andrea Tofanelli、1965年7月26日-）はイタリアの音楽家。

## 人物
トファネッリは1976年にトランペットの演奏を始めた。1987年にルッカのルイジ・ボッチェリーニ音楽研究所(Musical Institute Luigi Boccherini)を卒業すると著名なサックス奏者であり、チャーリー・パーカーの友人でもあるディーン・ベネデッティに師事した。プロのトランペット奏者でも高音域はパワーが弱まるものだが、トファネッリは高音域が力強いだけでなく、コントロール、緩急、音色の美しさを保ったまま彼の最高音であるdouble-high C (C7-C8)までを出すことができる。

## テレビ出演
1995年以降、RAI、メディアセット、La7、テレモンテカルロ等に出演している。これらの中にはアドリアーノ・チェレンターノのロックポリティク、パヴァロッティ&フレンズ等が含まれている。

## ツアー活動と教育活動
トファネッリはヨーロッパとアメリカ合衆国でツアーを行っている。例えば、メイナード・ファーガソンのビッグ・バップ・ヌーボーバンドと公演する場合は、イタリア、イングランド、アメリカを回る。トファネッリの演奏指導はその多くがイタリア国内行われているが、アメリカ合衆国では、カリフォルニア州立大学ノースリッジ校、フラトン・カレッジ及びアトランタのディケーター第1バプティスト教会で指導を行ったこともある。

## コラボレーション・レコーディング

### 共演した録音のあるイタリア人アーティスト
- ルチアーノ・パヴァロッティ
- ロザリオ・フィオレッロ（英語版）
- ジョヴァノッティ（英語版）
- アドリアーノ・チェレンターノ
- The Big Band di Demo Morselli
- ジャンニ・モランディ（英語版）
- レナート・ゼロ（英語版）
- Elio e le Storie Tese
- トト・クトゥーニョ
- Dirotta su Cuba
- Fausto Leali
- Articolo 31
- Gino Paoli
- Tullio De Piscopo

他

### 共演した録音のあるイタリア国外のアーティスト
- ジョージ・マイケル
- ジョー・コッカー
- トム・ジョーンズ
- マイケル・ブーブレ
- ディー・ディー・ブリッジウォーター
- ランディ・クロフォード
- マット・ホワイトマン
- キッド・クレオール&ザ・ココナッツ
- サマンサ・フォックス
- イマジネーション（英語版）
- パトリック・ヘルナンデス（英語版）
- トニー・ハドリー（英語版）
- ポール・ヤング
- グロリア・ゲイナー
- ギブソン・ブラザース（英語版）